# Carol (canción)
«Carol» es una canción escrita por Chuck Berry, primeramente fue lanzada por la disquera Chess Records en 1958, con «Hey Pedro» como lado B. También apareció como lado B en el sencillo de «Johnny B. Goode» lanzado por Epic Records. y en el primer álbum recopilatorio titulado, Chuck Berry Is on Top.

## Versión de The Rolling Stones
Esta canción fue interpretada por The Rolling Stones en su álbum debut The Rolling Stones de 1964.

### Personal
- Mick Jagger: voz
- Keith Richards: guitarra eléctrica
- Brian Jones: guitarra eléctrica
- Bill Wyman: bajo
- Charlie Watts: batería
- Ian Stewart: piano

Una versión en vivo fue lanzada en su álbum en directo Get Yer Ya-Ya's Out! de 1970, con Mick Taylor en la guitarra líder.

## Versiones de otros artistas
La canción también fue interpretada por The Beatles en una presentación en directo para la BBC en el año 1963, esta versión fue lanzada en el álbum recopilatorio Live at the BBC de 1994 .
Además de las versiones por los Beatles y los Rolling Stones, varios artistas han versionado la canción, incluyendo a The Bobby Fuller Four, Charlie Daniels, The Doors, Flamin' Groovies, Peter Gammons, Groovie Ghoulies, Billy Childish, Jim Miller, Tommy Roe, Doug Sahm, Status Quo, Backbeat Band, Tom Petty y Stereo Nation. La banda argentina Viejas Locas tradujo la canción al castellano y solía tocarla en vivo.